# كيفين كراتز
كيفين كراتز (بالألمانية: Kevin Kratz)‏ (21 يناير 1987 بإيشفايلر في ألمانيا - ) هو لاعب كرة قدم ألماني في مركز الوسط. لعب مع آينتراخت براونشفايغ وأتلانتا يونايتد وألمانيا آخن وفيلادلفيا يونيون ونادي ساندهاوزن وBayer 04 Leverkusen II ‏ واتلانتا يونايتد 2.

## وصلات خارجية
- كيفين كراتز على موقع الدوري الأمريكي (الإنجليزية)
- كيفين كراتز على موقع قاعدة بيانات كرة القدم.إي يو (الإنجليزية)
- كيفين كراتز على موقع بيانات كرة القدم. دي إي (الألمانية)
- كيفين كراتز على موقع Soccerbase.com (لاعب) (الإنجليزية)
- كيفين كراتز على موقع Soccerway.com (الإنجليزية)
- كيفين كراتز على موقع عالم كرة القدم.نت (الإنجليزية)
- كيفين كراتز على موقع AS.com (الإسبانية)